# Kensington-beveiliging

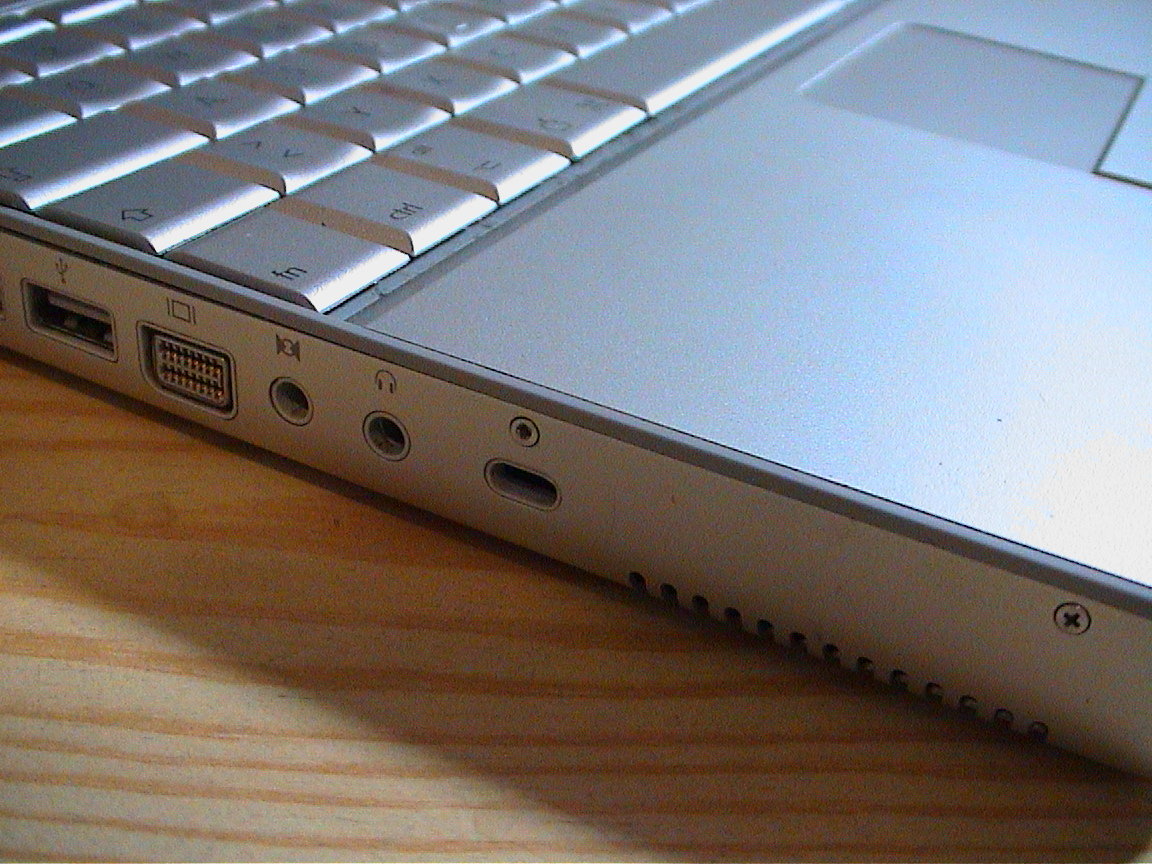
De meest rechtse opening in deze PowerBook G4-laptop is een Kensington-beveiliging

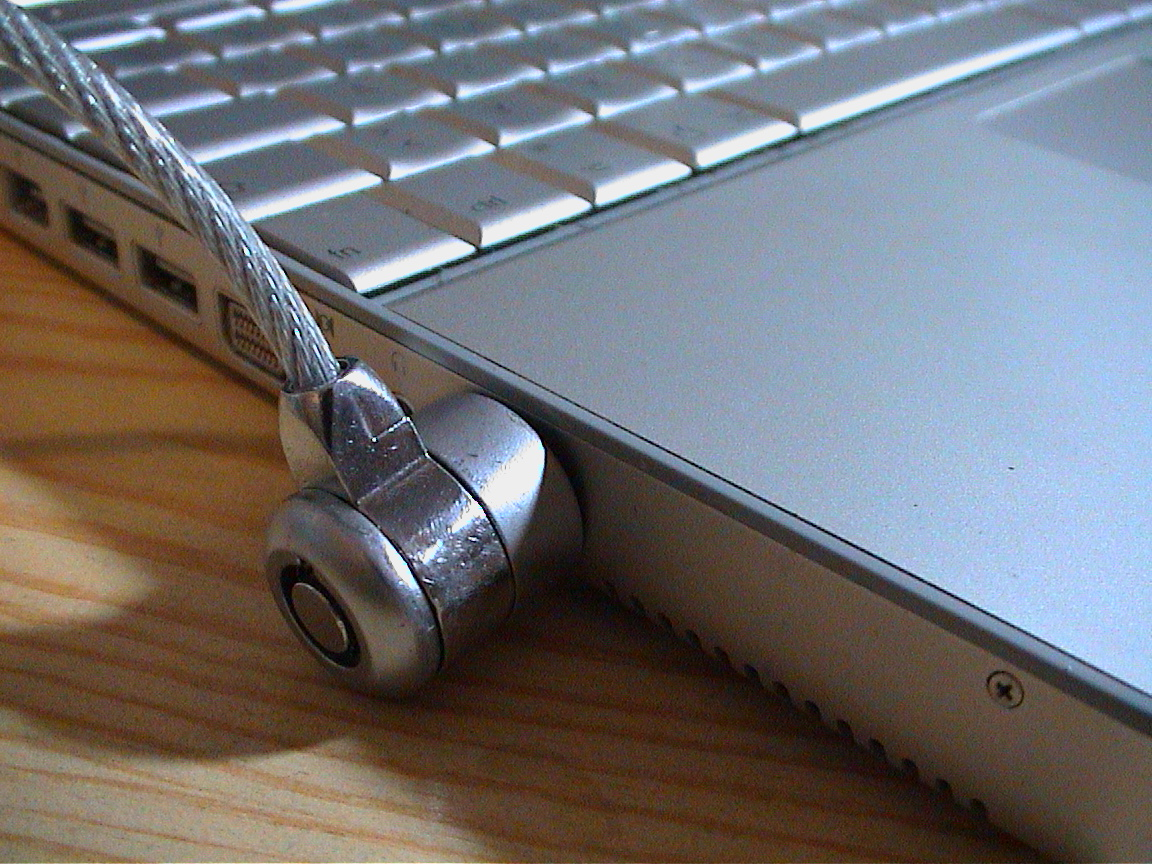
Veiligheidskabel vastgemaakt met een Kensington-beveiliging aan de zijkant van een PowerBook G4

Een Kensington-beveiliging (ook K-Slot of Kensington-slot genoemd) is een deel van een antidiefstalsysteem ontworpen en gepatenteerd door Kryptonite Corporation in 1999-2000. Sinds 2005 is het systeem eigendom van Kensington Computer Products Group, onderdeel van ACCO.

## Beschrijving
Het systeem bestaat uit een kleine, met metaal versterkte holte in kleine en draagbare computers en ander elektronisch gereedschap zoals laptops, monitors, pc's, spelconsoles, en videoprojectors, in combinatie met een metalen anker dat vastzit aan een metalen kabel. Het anker wordt beveiligd met een sleutel of een cijfercombinatie. De kabel eindigt op een lus, zodat hij kan vastgemaakt worden aan een vast voorwerp, zoals een zware tafel.
De afbeelding voor een Kensington-slot is een slot met de letter K.